# 今井信夫
今井 信夫（いまい のぶお、1879年〈明治12年〉10月26日 - 1957年〈昭和32年〉12月3日）は、大日本帝国陸軍軍人。最終階級は陸軍少将。功四級。

## 経歴・人物
福岡県出身。静岡県静岡尋常中学校に学んだ。中学では野球部に所属した。。
1899年（明治32年）12月1日、陸軍士官学校入校。1900年（明治33年）、陸軍士官学校第12期卒業。1901年（明治34年）6月25日、陸軍歩兵少尉に任官し歩兵第11連隊付となった。
1924年（大正13年）12月に陸軍歩兵大佐・浜松連隊区司令官、1925年（大正14年）5月に静岡連隊区司令官、1928年（昭和3年）3月に歩兵第36連隊長を経て、1930年（昭和5年）8月1日に陸軍少将に昇進と同時に待命、同月29日に予備役に編入した。
1947年（昭和22年）11月28日、公職追放仮指定を受けた。

## 栄典
位階
- 1901年（明治34年）10月10日 - 正八位[7]
- 1930年（昭和5年）9月26日 - 従四位[8]

勲章等
- 1914年（大正3年）5月16日 - 勲四等瑞宝章[9]
- 1940年（昭和15年）8月15日 - 紀元二千六百年祝典記念章[10]